# たこやき (小惑星)
たこやき（6562 Takoyaki）は、太陽系の火星と木星の周回軌道の間に位置する小惑星の一つである。1991年11月に北海道の箭内政之と渡辺和郎によって発見された。

## 命名
2001年9月15日に宇宙の日にちなんで日本の大阪で開催された「宇宙ふれあい塾2001」の会場において、子供たちの拍手の大きさを基準として決定された名前である。事前に候補として31個の案があり、これを5つに絞り込んだのち、会場で決定された。その後、国際天文学連合（IAU）により正式に承認され、2002年4月の小惑星回報（MPC）で公表された。